# Psychoterapia psychodynamiczna
Treść tego artykułu od 2018-07 może nie być zgodna z zasadami neutralnego punktu widzenia.
Dokładniejsze informacje o tym, co należy poprawić, być może znajdują się w dyskusji tego artykułu.
 Po wyeliminowaniu niedoskonałości należy usunąć szablon {{Dopracować}} z tego artykułu.
Terapia psychodynamiczna – metoda terapii zaburzeń psychicznych, oparta na założeniach teorii psychoanalizy. Zgodnie z nią podstawą objawów chorobowych są nieświadome popędy, którym cenzura (w rozumieniu funkcji aparatu psychicznego) nie pozwala na wkroczenie do świadomości i realizację. W efekcie tego stanu rzeczy muszą one szukać innej drogi ujścia. Tą drogą okazują się objawy neurotyczne.
Z psychoanalizy wywodzi się też współczesna psychoterapia, której jednak nie należy mylić z samą psychoanalizą, gdyż psychoterapia to zbiór podejść terapeutycznych, z których tylko część pochodzi z psychoanalizy.

## Psychoanaliza
W klasycznej psychoanalizie pacjent przyjmuje pozycję leżącą, analityk zaś siedzi na fotelu umieszczonym za głową pacjenta. Pozycja taka ułatwia pacjentowi stan regresji, którą wywołuje analityk w postaci nerwicy przeniesieniowej. W trakcie terapii pacjent mówi. Temat mówienia jest zupełnie dowolny. Jedyną obowiązującą zasadą jest mówienie wszystkiego tego co przyjdzie pacjentowi do głowy, bez dbania o to, czy jest to logiczne, sensowne, czy pozostaje w związku z problemem. Analityk natomiast dokonuje interpretacji wypowiedzi.
Interpretacji podlega wiele zjawisk:
- skojarzenia, fantazje, wspomnienia
- opór
- przeniesienie i przeciwprzeniesienie

Procesowi analizy sprzyja postawa „neutralności” analityka. Polega ona na ograniczaniu wprowadzania własnej osoby do terapii (tzn. analityk nie mówi o tym co lubi, nie opowiada historii ze swojego życia itp.). Dzięki temu pacjent domyślając się tego, jaki jest jego terapeuta (projektując na terapeutę swoje fantazje), tworzy przeniesienie, czyli jego kontakt z terapeutą odtwarza pewną ważną relację z inną osobą. Etap ten zwie się nerwicą przeniesieniową. Analizowanie tej ostatniej jest jednym z najistotniejszych terapeutycznie etapów analizy.
Celem terapii jest reorganizacja struktury charakteru, redukcja obron patologicznych, integracja dążeń i oczekiwań. Zasadniczy cel, jaki stawia sobie pacjent, to poznanie i zrozumienie siebie, co ma implikować poprawę objawową. Wymogiem wstępnym jest względnie dojrzała osobowość pacjenta, by móc korygować odchylenia rozwojowe, dobra sytuacja życiowa, motywacja do kontaktu, zdolność tolerowania frustracji, zdolność nawiązania stabilnego związku oraz refleksyjność psychologiczna.
Terapia psychoanalityczna trwa: 2-5 lat (chociaż nie ma żadnej zasady regulującą tę sferę, tzn. może trwać zarówno 1 rok, jak i 20 lat). Spotkania odbywają się często, zwykle 4-5 razy w tygodniu i trwają ok. 50 minut.

## Podejście
Podejście psychodynamiczne koncentruje się wokół koncepcji, że u pacjenta zachodzi niedostosowanie funkcjonowania, które jest co najmniej po części nieświadome. Zakładane niedostosowanie rozwija się we wczesnym dzieciństwie i w końcu powoduje dysonanse w codziennym życiu. Terapeuta psychodynamiczny najpierw interweniuje w celu złagodzenia dyskomfortu skojarzonego ze słabo rozwiniętą funkcją, a następnie pomaga pacjentowi zwrócić uwagę na istnienie niedostosowania, pracując przez cały czas z pacjentem nad rozwinięciem strategii prowadzących do zmiany.

## Podstawowe zasady
Choć psychoterapia psychodynamiczna może przyjmować różne formy, zazwyczaj obejmuje:
- nacisk na znaczenie wewnątrzpsychicznych, nieświadomych konfliktów oraz ich związek z rozwojem;
- postrzeganie mechanizmów obronnych jako wytwarzanych w celu uniknięcia konsekwencji konfliktu;
- wiara, że psychopatologia wyrasta z doświadczeń wczesnego dzieciństwa;
- pogląd, że wewnętrzne reprezentacje doświadczeń powstają wokół relacji interpersonalnych;
- przekonanie, że kwestie życiowe i ich dynamika replikują się w relacji klient-terapeuta jako przeniesienie i przeciwprzeniesienie;
- użycie wolnych skojarzeń jako głównej metody badania wewnętrznych konfliktów i problemów;
- skupienie się na interpretacjach przeniesienia, mechanizmów obronnych oraz bieżących symptomów;
- wiara we wgląd jako szczególnie ważny dla sukcesu terapii.

## Psychoterapia wglądowa
Kontakt następuje „twarzą w twarz”, w pozycji siedzącej. Uwaga terapeuty krąży swobodnie, lecz jest bardziej, niż w klasycznej psychoanalizie, skupiona. Mniejszy nacisk kładzie się na wolne skojarzenia, większy na dyskusje z pacjentem oraz wydarzenia interpersonalne. Przeniesienie interpretowane jest w kierunku innych osób niż terapeuta. Nie dąży się do wytworzenia nerwicy przeniesieniowej, a bardziej rozwija związek terapeutyczny. Terapia wglądowa unika zjawiska regresji, z wyjątkiem sytuacji gdy niezbędne jest uzyskanie materiału potrzebnego do analizy treści podświadomych i nieświadomych.
Celem terapii jest rozwiązanie wybranych konfliktów, usunięcie niektórych obron patologicznych oraz poprawa objawowa, która jest skutkiem zrozumienia siebie. Warunki wstępne to względnie dojrzała osobowość, zdolność do związku terapeutycznego, minimalna zdolność tolerowania frustracji, adekwatna motywacja, minimalny stopień refleksyjności.
Czas trwania: od kilku sesji do kilku lat. Spotkania odbywają się 1-3 razy w tygodniu i trwają od 30 minut do godziny.

## Psychoterapia oparta na związku terapeutycznym
Terapeuta funkcjonuje jako realna osoba, skupia się na aktualnych prawach i problemach pacjenta. Jest utożsamiany z rodzicem. Przedmiotem interpretacji jest omawianie wydarzeń interpersonalnych, przeniesienie może być interpretowane, nerwica przeniesieniowa i regresja są przeciwwskazane. Nie stosuje się „kanapki psychoanalitycznej”. Dodatkowym środkiem może być terapia grupowa, rodzinna i kontakty terapeuty z rodziną.
Celem terapii jest dojrzewanie osobowości niedojrzałej przez katalityczny związek z terapeutą oraz wyrównanie zaburzeń, wynikających z wcześniejszych związków z osobami znaczącymi. Wstępne wymagania to zdolność do związku terapeutycznego, osobowościowe możliwości dojrzewania. Sytuacja życiowa może być trudna.
Czas trwania: od 1 miesiąca do kilku lat. Spotkania odbywają się 1-2 razy w tygodniu, trwają od 30 minut do godziny.

## Psychoterapia wspierająca
Aktywność terapeuty jest największa spośród psychoterapii analitycznych. Terapeuta interweniuje, doradza, zachęca do dialogu, unika technik wywołujących mechanizmy obronne, z wyjątkiem sytuacji odreagowania (katharsis). Interpretacje przeniesienia do terapeuty są unikane, z wyjątkiem silnych zakłóceń w związku terapeutycznym. Regresja, poza samoistną jest niewskazana. Stosowane są dodatkowe środki w postaci: psychofarmakoterapii, hospitalizacji, terapii zajęciowej, kontaktów z rodziną oraz innymi terapeutami.
Celem terapii jest odzyskanie wcześniejszej równowagi, redukcja lęku i strachu, pomoc w przystosowaniu się do niekorzystnych sytuacji, niemożliwych do zmiany. Wstępne warunki do podjęcia terapii to osobowość od dojrzałej do psychotycznej, minimalne zdolności do wejścia w związek.
Czas trwania: od jednego spotkania do kilku lat (nawet całe życie). Spotkania odbywają się z częstotliwością od codziennych sesji do spotkań raz na kilka miesięcy, trwają od kilku minut do godziny.

## Wykonywanie zawodu – towarzystwa psychodynamiczne, psychoanalityczne i analityczne
W 1910 roku Zygmunt Freud założył Międzynarodowe Towarzystwo Psychoanalityczne, które wydaje certyfikaty uprawniające do wykonywania zawodu psychoanalityka. Warunkiem uzyskania takiego certyfikatu są wieloletnie studia w Towarzystwie, składające się między innymi z własnej psychoanalizy, pracy klinicznej przebiegającej pod ścisłym nadzorem i szkoleń teoretycznych. W Polsce działa, zarejestrowane w 1997 roku, Polskie Towarzystwo Psychoanalityczne. W 2004 roku zrzeszało ono 24 członków posiadających kwalifikacje uznawane przez Międzynarodowe Towarzystwo Psychoanalityczne.
Psychoterapia psychodynamiczna to także wyodrębnione z niej podejście analityczne. Psychoanaliza jungowska jest współczesną nazwą dla klinicznego zastosowania psychologii analitycznej, zapoczątkowanej przez Carla Gustawa Junga. W przeciwieństwie do Freuda, Jung stronił od zakładania towarzystwa we własnym imieniu twierdząc, że każdy powinien znaleźć własną ścieżkę w życiu. Niemniej jednak w 1955 roku powstało w Zurychu w Szwajcarii Międzynarodowe Towarzystwo Psychologii Analitycznej (International Association for Analytical Psychology, IAAP), które na osiemdziesiąte urodziny Junga wybrało na prezesa honoris causa. W Polsce pierwsza organizacja pod auspicjami IAAP-u, Polskie Towarzystwo Psychologii Analitycznej (PTPA, zarejestrowane w 2001 roku), działa w celu szkolenia analityków i zapewnienia analizy oraz psychoterapii jungowskiej. Następnie, w 2010 roku, zostało powołane do istnienia Polskie Towarzystwo Psychoanalizy Jungowskiej (PTPJ).
Analityczną psychologię od początków jej istnienia do dziś charakteryzowała różnorodność, zarówno jeżeli chodzi o międzynarodowe pochodzenie osób, towarzyszących jej rozwojowi, jak i o współpracę pomiędzy wieloma różnorodnymi dyscyplinami wiedzy, będącej jej częścią od początku jej historii do dziś. Psychologia analityczna ma swoje korzenie w Zurychu i miasto to ma też swoje centralne miejsce w historii jungistów. 
Historia psychologii analitycznej jest częścią większej historii psychoanalizy, przeplatając się z nią, a jednak będąc odrębną. W pierwszej dekadzie XX wieku Zurych był drugim ważnym centrum psychoanalizy po Wiedniu. Zawodowa i osobista przyjaźń pomiędzy Freudem i Jungiem istniała od 1907 do 1913 roku. Jung był główną postacią w instytucjonalnym rozwoju psychoanalizy i stał się pierwszym architektem międzynarodowego psychoanalitycznego ruchu. To on pierwszy wprowadził zasadę, że każdy przyszły analityk powinien przejść terapię własną, która to zasada stała się jedną z podstawowych we wszystkich szkołach psychologii głębi.
W 1913 roku zakończyła się nieodwołalnie współpraca pomiędzy Freudem i Jungiem. Ich bolesne i gorzkie rozstanie miało długotrwały i ważny wpływ na obie szkoły, zarówno stymulując ich rozwój, jak i hamując go. W tym samym roku Jung użył po raz pierwszy terminu “psychologia analityczna”, dla rozróżnienia jego psychologii od psychoanalizy.  
W latach 30. XX wieku Jung nie był zainteresowany tworzeniem własnej szkoły psychologii i psychoterapii. Jako prezydenta Medycznego Towarzystwa Rozwoju Psychoterapii bardziej interesowało go poszukiwanie punktów wspólnych pomiędzy różnymi szkołami psychoterapii. Miał zdecydowanie ambiwalentną relację do organizacji. Przed stworzeniem Instytutu w Zurichu istniały jedynie Kluby Psychologii Analitycznej w niektórych dużych miastach Europy i Stanów Zjednoczonych. Również tam Jung utrzymywał dystans i nigdy nie angażował się mocno w administrację żadnego z nich, choć wspierał je wykładami i seminariami. Jednakże bliscy jego współpracownicy rozpoznawali potrzebę utworzenia instytutu, w którym mogłaby być studiowana jego psychologia. Kombinacja analizy i seminariów w językach niemieckim i angielskim stanowiły trening dla pierwszej generacji analityków jungowskich.Istnieją trzy punkty zwrotne, które wyznaczają koniec początkowej fazy rozwoju psychologii analitycznej. Po pierwsze ufundowanie w Zurichu Instytutu w 1947, zaakceptowanego przez Junga po wielu namowach, wniosło w szkolenie aspekty edukacyjne i akademickie, a osobista analiza nie była już jedynym wymaganiem aby zostać analitykiem. Celem instytutu był trening osób w teoretycznych i praktycznych założeniach analitycznej psychologii i analizie jungowskiej, na który składał się kurs psychiatrii klinicznej, antropologii, mitologii, religii porównawczej, baśni i innych powiązanych z nimi dziedzin.  Instytut C.G. Junga w Zurichu działał przez następne 20 lat jako wiodący ośrodek kształcący analityków jungowskich. Inne programy treningowe utworzone zostały w Londynie, Nowym Yorku, Los Angeles i San Francisco. Po drugie, w 1955 roku w Zurichu ufundowane zostało Międzynarodowe Towarzystwo Psychologii Analitycznej (International Association for Analytical Psychology – IAAP), które zapoczątkowało istnienie ogólnoświatowej organizacji zawodowej zrzeszającej analityków jungowskich. Pierwszy Kongres IAAP odbył się w 1958 roku w Zurichu i uczestniczyło w nim 120 analityków z całego świata. Po trzecie, wraz ze śmiercią Junga w 1961 do głosu zaczęły dochodzić tendencje uprzednio nie wyrażane. W bardzo krótkim czasie zaczął wyodrębniać się nieoficjalny podział na londyńską  “szkołę rozwojową” i pochodzącą z Zurichu “szkołę klasyczną”.  
W trakcie następnych lat rozwój psychologii analitycznej zdominowany był przez napięcia pomiędzy archetypowo zorientowanymi nurtami związanymi z Zurichem i grupami londyńskimi, pozostającymi pod mocnym wpływami Melanie Klein, Donalda Winnicotta, Wilfreda Biona i innych psychoanalityków freudowskich, co zmodyfikowało klasyczne metody pracy rodem z Zurichu, przez używanie kozetki, zwiększenie ilości sesji do 4 razy w tygodniu, i położenie nacisku na analizę przeniesienia i wpływ rozwoju wczesnodziecięcego na dorosłe funkcjonowanie. Pierwotna energia psychologii analitycznej oscylowała przez następne lata pomiędzy tymi dwoma centrami. 
Do lat 80. psychoanaliza przeszła wiele zamian, w jungowskim świecie duży nacisk kładziono na aspekty związane  z granicami w terapii i stopniowo malały różnice między tymi dwoma szkołami, jak również napływ nowych analityków ze Stanów Zjednoczonych dodał ważne zmiany w świecie analitycznej psychologii.
Ostatni kwartał dwudziestego wieku odnotował gwałtowny wzrost zainteresowania psychologią analityczną w Australii, Nowej Zelandii, Brazylii, Korei Południowej, Japonii, Południowej Afryce, Austrii, Skandynawii, a ostatnio w krajach nadbałtyckich, Rosji, Polsce, Czechach, na Węgrzech, w Bułgarii, Chinach, Meksyku i Wenezueli. W ten sposób psychologia analityczna stała się ogólnoświatowym zjawiskiem. Pod koniec lat 90. było 2000 akredytowanych analityków jungowskich w obrębie IAAP. 